# Gust (cég)
A Gust (株式会社ガスト; Hepburn: Kabushiki-gaisha Gasuto) japán videójátékfejlesztő- és kiadó cég, amely elsősorban az Atelier és Ar tonelico szerepjáték-sorozatairól ismert. A vállalat a Koei Tecmo teljes tulajdonú leányvállalata.

## Története
A Gustot 1993-ban alapították Nagano városában, így az Nagano prefektúra első szoftverfejlesztő-cége lett. A cég kezdetben dódzsinsi-játékokat készített személyi számítógépekre. Első projektjük az Aress no monogatari című játék volt a PC–9801 személyi számítógépre. 1994-ben a vállalat hivatalos PlayStation-játék fejlesztő lett, első konzolos játékuk a Falcata: Astran Pardma no monsó című szimulációs játék lett. 1997-ben a Gust megjelentette az Atelier Marie című szerepjátékukat, a hosszan futó, népszerű és ikonikus Atelier sorozat első játékát. Azóta a cég számos sikeres játékot jelentett meg különböző asztali és hordozható játékrendszerre. 2011. december 7-én a Tecmo Koei bejelentette, hogy 2,2 milliárd jenért felvásárolták a Gust összes részvényét.
2014. július 28-án bejelentették, hogy 2014. október 1-jén a Gust hivatalosan is beolvad anyacégébe, a Koei Tecmóba, illetve, hogy Gust naganói fejlesztői csoport (ガスト長野開発部) néven továbbra is a meglévő játéksorozataikat és új szellemi tulajdonokat fognak fejleszteni.

## Játékai
| Cím                                                                       | Platform                                | Kiadási dátum        | JP   | NA   | EU   | AUS  |
| ------------------------------------------------------------------------- | --------------------------------------- | -------------------- | ---- | ---- | ---- | ---- |
| Aress no monogatari                                                       | PC–9801                                 | 1994. március 18.    | Igen | Nem  | Nem  | Nem  |
| Falcata: Astran Pardma no monsó                                           | PlayStation                             | 1995. június 30.     | Igen | Nem  | Nem  | Nem  |
| Welcome House                                                             | PlayStation                             | 1996. február 23.    | Igen | Nem  | Nem  | Nem  |
| Meru Purana                                                               | PlayStation                             | 1996. június 21.     | Igen | Nem  | Nem  | Nem  |
| Welcome House 2                                                           | PlayStation                             | 1996. december 20.   | Igen | Nem  | Nem  | Nem  |
| Marie no Atelier: Salburg no renkindzsucusi                               | PlayStation                             | 1997. május 23.      | Igen | Nem  | Nem  | Nem  |
| Karjú dzsjó                                                               | PlayStation                             | 1997. szeptember 25. | Igen | Nem  | Nem  | Nem  |
| Marie no Atelier: Salburg no renkindzsucusi Ver. 1.3                      | Sega Saturn                             | 1997. december 11.   | Igen | Nem  | Nem  | Nem  |
| Marie no Atelier Plus: Salburg no renkindzsucusi                          | PlayStation                             | 1998. június 4.      | Igen | Nem  | Nem  | Nem  |
| Elie no Atelier: Salburg no renkindzsucusi 2                              | PlayStation                             | 1998. december 17.   | Igen | Nem  | Nem  | Nem  |
| Kuroi hitomi Noire: Cielgris Fantasm                                      | PlayStation                             | 1999. július 1.      | Igen | Nem  | Nem  | Nem  |
| Robin Lloyd no bóken                                                      | PlayStation                             | 2000. január 6.      | Igen | Nem  | Nem  | Nem  |
| Marie no Atelier: Salburg no renkindzsucusi                               | Windows                                 | 2000. április 28.    | Igen | Nem  | Nem  | Nem  |
| Elie no Atelier: Salburg no renkindzsucusi 2                              | Windows                                 | 2000. április 28.    | Igen | Nem  | Nem  | Nem  |
| Hresvelgr                                                                 | PlayStation 2                           | 2000. június 22.     | Igen | Nem  | Nem  | Nem  |
| Jet Ion GP                                                                | PlayStation 2                           | 2000. december 21.   | Igen | Nem  | Igen | Nem  |
| Lilie no Atelier: Salburg no renkindzsucusi 3                             | PlayStation 2                           | 2001. június 21.     | Igen | Nem  | Nem  | Nem  |
| Marie & Elie no Atelier: Salburg no renkindzsucusi 1–2                    | Dreamcast                               | 2001. november 15.   | Igen | Nem  | Nem  | Nem  |
| Hermina to Culus: Lilie no Atelier mó hitocu no monogatari                | PlayStation 2                           | 2001. december 20.   | Igen | Nem  | Nem  | Nem  |
| Lilie no Atelier Plus: Salburg no renkindzsucusi 3                        | PlayStation 2                           | 2002. április 4.     | Igen | Nem  | Nem  | Nem  |
| Judie no Atelier: Gramnad no renkindzsucusi                               | PlayStation 2                           | 2002. június 27.     | Igen | Nem  | Nem  | Nem  |
| Taisó mononoke ibunroku                                                   | PlayStation 2                           | 2003. február 27.    | Igen | Nem  | Nem  | Nem  |
| Viorate no Atelier: Gramnad no renkindzsucusi 2                           | PlayStation 2                           | 2003. június 26.     | Igen | Nem  | Nem  | Nem  |
| Atelier Iris: Eternal Mana                                                | PlayStation 2                           | 2004. május 27.      | Igen | Igen | Igen | Igen |
| Atelier Iris 2: The Azoth of Destiny                                      | PlayStation 2                           | 2005. május 26.      | Igen | Igen | Igen | Igen |
| Marie+Elie no Atelier: Salburg no renkindzsucusi 1–2                      | PlayStation 2                           | 2005. október 27.    | Igen | Nem  | Nem  | Nem  |
| Ar Tonelico: Melody of Elemia                                             | PlayStation 2                           | 2006. január 26.     | Igen | Igen | Igen | Nem  |
| Atelier Iris 3: Grand Phantasm                                            | PlayStation 2                           | 2006. június 29.     | Igen | Igen | Igen | Igen |
| Mana Khemia: Alchemists of Al-Revis                                       | PlayStation 2                           | 2007. június 21.     | Igen | Igen | Igen | Nem  |
| Ar Tonelico II: Melody of Metafalica                                      | PlayStation 2                           | 2007. október 25.    | Igen | Igen | Igen | Nem  |
| Mana Khemia 2: Fall of Alchemy                                            | PlayStation 2                           | 2008. május 29.      | Igen | Igen | Nem  | Nem  |
| Mana Khemia: Student Alliance                                             | PlayStation Portable                    | 2008. szeptember 25. | Igen | Igen | Igen | Nem  |
| Atelier Rorona: The Alchemist of Arland                                   | PlayStation 3                           | 2009. június 25.     | Igen | Igen | Igen | Igen |
| Mana Khemia 2: Ocsita gakuen to renkindzsucusi-tacsi Portable Plus        | PlayStation Portable                    | 2009. október 1.     | Igen | Nem  | Nem  | Nem  |
| Ar Tonelico Qoga: Knell of Ar Ciel                                        | PlayStation 3                           | 2010. január 28.     | Igen | Igen | Igen | Nem  |
| Judie no Atelier: Gramnad no renkindzsucusi: Toravare no morito           | PlayStation Portable                    | 2010. április 8.     | Igen | Nem  | Nem  | Nem  |
| Atelier Totori: The Adventurer of Arland                                  | PlayStation 3                           | 2010. június 24.     | Igen | Igen | Igen | Igen |
| Viorate no Atelier: Gramnad no renkindzsucusi 2: Gundzsó no omoide        | PlayStation Portable                    | 2011. február 3.     | Igen | Nem  | Nem  | Nem  |
| Atelier Meruru: The Apprentice of Arland                                  | PlayStation 3                           | 2011. június 23.     | Igen | Igen | Igen | Igen |
| Ciel Nosurge: Usinavareta hosi e szaszagu uta                             | PlayStation Vita                        | 2012. április 26.    | Igen | Nem  | Nem  | Nem  |
| Atelier Ayesha: The Alchemist of Dusk                                     | PlayStation 3                           | 2012. június 28.     | Igen | Igen | Igen | Igen |
| Atelier Totori Plus: The Adventurer of Arland                             | PlayStation Vita                        | 2012. november 29.   | Igen | Igen | Igen | Igen |
| Ciel Nosurge: Usinavareta hosi e szaszagu uta Re:Incarnation              | PlayStation Vita                        | 2013. február 21.    | Igen | Nem  | Nem  | Nem  |
| Atelier Meruru Plus: The Apprentice of Arland                             | PlayStation Vita                        | 2013. március 20.    | Igen | Igen | Igen | Igen |
| Atelier Escha & Logy: Alchemists of the Dusk Sky                          | PlayStation 3                           | 2013. június 27.     | Igen | Igen | Igen | Igen |
| Atelier Rorona Plus: The Alchemist of Arland                              | PlayStation 3, PlayStation Vita         | 2013. november 21.   | Igen | Igen | Igen | Igen |
| Ar Nosurge: Ode to an Unborn Star                                         | PlayStation 3                           | 2014. március 6.     | Igen | Igen | Igen | Nem  |
| Atelier Ayesha Plus: The Alchemist of Dusk                                | PlayStation Vita                        | 2014. március 27.    | Igen | Igen | Igen | Igen |
| Atelier Shallie: Alchemists of the Dusk Sea                               | PlayStation 3                           | 2014. július 17.     | Igen | Igen | Igen | Igen |
| Ar Nosurge Plus: Ode to an Unborn Star                                    | PlayStation Vita                        | 2014. október 2.     | Igen | Igen | Igen | Nem  |
| Ciel Nosurge Offline: Usinavareta hosi e szaszagu uta                     | PlayStation Vita                        | 2014. október 2.     | Igen | Nem  | Nem  | Nem  |
| Atelier Quest Board                                                       | Android, iOS                            | 2014. október 17.    | Igen | Nem  | Nem  | Nem  |
| Atelier Escha & Logy Plus: Alchemists of the Dusk Sky                     | PlayStation Vita                        | 2015. január 22.     | Igen | Igen | Igen | Igen |
| Sin Rorona no Atelier: Hadzsimari no monogatari: Arland no renkindzsucusi | Nintendo 3DS                            | 2015. június 4.      | Igen | Nem  | Nem  | Nem  |
| Nights of Azure                                                           | PlayStation 3, PlayStation Vita         | 2015. október 1.     | Igen | Nem  | Nem  | Nem  |
| Nights of Azure                                                           | PlayStation 4                           | 2015. október 1.     | Igen | Igen | Igen | Igen |
| Atelier Sophie: The Alchemist of the Mysterious Book                      | PlayStation 3                           | 2015. november 19.   | Igen | Nem  | Nem  | Nem  |
| Atelier Sophie: The Alchemist of the Mysterious Book                      | PlayStation 4, PlayStation Vita         | 2015. november 19.   | Igen | Igen | Igen | Igen |
| Atelier Shallie Plus: Alchemists of the Dusk Sea                          | PlayStation Vita                        | 2016. március 3.     | Igen | Igen | Igen | Nem  |
| Atelier Firis: The Alchemist and the Mysterious Journey                   | PlayStation 4, PlayStation Vita         | 2016. november 2.    | Igen | Igen | Igen | Igen |
| Atelier Sophie: The Alchemist of the Mysterious Book                      | Windows                                 | 2017. február 7.     | Igen | Igen | Igen | Igen |
| Nights of Azure                                                           | Windows                                 | 2017. február 7.     | Igen | Igen | Igen | Igen |
| Atelier Firis: The Alchemist and the Mysterious Journey                   | Windows                                 | 2017. március 7.     | Igen | Igen | Igen | Igen |
| Blue Reflection                                                           | PlayStation 4                           | 2017. március 30.    | Igen | Igen | Igen | Igen |
| Blue Reflection                                                           | PlayStation Vita                        | 2017. március 30.    | Igen | Nem  | Nem  | Nem  |
| Augmented Reality Girls Trinary                                           | Android, iOS                            | 2017. április 12.    | Igen | Nem  | Nem  | Nem  |
| Nights of Azure 2: Bride of the New Moon                                  | Nintendo Switch, PlayStation 4          | 2017. augusztus 31.  | Igen | Igen | Igen | Igen |
| Nights of Azure 2: Bride of the New Moon                                  | PlayStation Vita                        | 2017. augusztus 31.  | Igen | Nem  | Nem  | Nem  |
| Blue Reflection                                                           | Windows                                 | 2017. szeptember 26. | Igen | Igen | Igen | Igen |
| Nights of Azure 2: Bride of the New Moon                                  | Windows                                 | 2017. október 24.    | Igen | Igen | Igen | Igen |
| Atelier Lydie & Suelle: The Alchemists and the Mysterious Paintings       | Nintendo Switch, PlayStation 4          | 2017. december 21.   | Igen | Igen | Igen | Igen |
| Atelier Lydie & Suelle: The Alchemists and the Mysterious Paintings       | PlayStation Vita                        | 2017. december 21.   | Igen | Nem  | Nem  | Nem  |
| Atelier Lydie & Suelle: The Alchemists and the Mysterious Paintings       | Windows                                 | 2018. március 27.    | Igen | Igen | Igen | Igen |
| Atelier Arland Series Deluxe Pack                                         | Nintendo Switch, PlayStation 4, Windows | 2018. szeptember 20. | Igen | Igen | Igen | Igen |
| Atelier Online: Bressisle no renkindzsucusi                               | Android, iOS                            | 2018. október 3.     | Igen | Nem  | Nem  | Nem  |
| Nelke & the Legendary Alchemists: Ateliers of the New World               | Nintendo Switch, PlayStation 4, Windows | 2019. január 31.     | Igen | Igen | Igen | Igen |
| Nelke & the Legendary Alchemists: Ateliers of the New World               | PlayStation Vita                        | 2019. január 31.     | Igen | Nem  | Nem  | Nem  |
| Atelier Lulua: The Scion of Arland                                        | Nintendo Switch, PlayStation 4, Windows | 2019. március 20.    | Igen | Igen | Igen | Igen |
| Atelier Ryza: Ever Darkness & the Secret Hideout                          | Nintendo Switch, PlayStation 4, Windows | 2019. szeptember 26. | Igen | Igen | Igen | Igen |
| Atelier Dusk Trilogy Deluxe Pack                                          | Nintendo Switch, PlayStation 4, Windows | 2019. december 25.   | Igen | Igen | Igen | Igen |
| Fairy Tail                                                                | Nintendo Switch, PlayStation 4, Windows | 2020. július 30.     | Igen | Igen | Igen | Igen |
| Atelier Ryza 2: Lost Legends & the Secret Fairy                           | Nintendo Switch, PlayStation 4, Windows | 2020. december 3.    | Igen | Igen | Igen | Igen |

### Törölt
- Chronos Materia (クロノス・マテリア?)